# De poorten van Atlantis
De poorten van Atlantis is een kinderboek van Patrick Lagrou uit 1998. Het is een deel van de dolfijnenkindserie en wordt voorgegaan door Het dolfijnenkind en Het monster uit de diepte.

## Het verhaal
De poorten van Atlantis vertelt over Talitha en Marijn, die dankzij de walvis Hrünta achter enkele grote geheimen komen. Ze zijn bevriend met Paul Johnson, de kapitein van de Moby Dick, een milieuschip waarmee hij illegale walvisvaarders achterna zit. Ze komen steeds dichter bij het verloren Atlantis, maar als ze eenmaal daar zijn worden ze door walvisvaarderkapitein Olavsen allemaal vastgebonden in het ruim van de Polaris, het schip waarmee ze op onderzoek uitgingen. Door het raampje kunnen ze zien dat Olavsen met zijn mannen een bom in het water wil gaan gooien.
Het dolfijnenkind (1992) · Het monster uit de diepte (1995) · De poorten van Atlantis (1998) · De schat van de boekaniers (2001) · Verdwenen in de Sargassozee (2005) · Red de dolfijnen! (2007) · Offer in de Andes (2006) · Dolfijnen vrij! (2008) · Dans van de roze dolfijn (2010) · Victoria (2012) — 
Achtergrondboek: Het grote Dolfijnenkindboek (2012)